# Agent Blue
Agent Blue – mieszanka niebieska, oznaczenie wojskowe (USA) preparatu fitotoksycznego stosowanego w ograniczonym zakresie podczas wojny wietnamskiej.
Skład mieszanki niebieskiej:
- 65% soli sodowej kwasu kakodylowego (CH3)2AsOOH
- 35% wypełniacza (sól kuchenna (NaCl), siarczan potasu).

Podczas działań Agent Blue  był stosowany w postaci 40% wodnego roztworu, w dawkach 3-8 kg/ha

## Właściwości trujące
Agent Blue jest bardzo silnym arborycydem. Porażona roślina traci liście i ginie w czasie 2-4 dni. Skażony ryż nie tworzy ziaren, mimo że roślina nie obumiera. Agent Blue jest skuteczny ok. 1 miesiąca. Po tym czasie mogą odrastać młode rośliny.